# Monte Terminillo
Der Monte Terminillo ist ein Berg des Apenningebirges in Mittelitalien in Latium oberhalb der Stadt Cantalice im Gemeindegebiet von Micigliano. Er befindet sich 20 km von Rieti sowie 100 km von Rom.
Der Gipfel liegt auf einer Höhe von 2217 m s.l.m. Auf seiner Südseite befindet sich ein Wintersportgebiet mit dem Talort Pian de Valli.